# El árbol del bien y del mal
El árbol del bien y del mal es una colección de poemas escritos por el poeta ecuatoriano Medardo Ángel Silva, miembro de la llamada Generación decapitada, y publicada por primera vez en 1918. Es la única obra que el poeta publicó en vida y es considerado el libro máximo del modernismo ecuatoriano.

## Trasfondo
El libro fue publicado en 1918 con un tiraje de apenas cien ejemplares, debido a que Silva no poseía los recursos económicos para imprimir más. Obsequió varios ejemplares a amigos cercanos y envió otros al exterior, el resto los puso en venta en las librerías locales. Tiempo después, en un momento de rabia, Silva incineró gran parte de los ejemplares restantes al ver que no se había vendido ni uno en una de las librerías.
El libro alcanzó un éxito considerablemente mayor en el extranjero, habiéndose agotado en pocas semanas todos los ejemplares que había enviado.
Los críticos de su época exaltaron grandemente el libro y presentaron virtuosos juicios respecto al mismo. Esto le ayudó a aumentar la fama con que ya contaba en los medios locales, gracias a lo cual consiguió un empleo como editorialista en el diario El Telégrafo de Guayaquil, al año siguiente.

## Partes
El libro se encuentra dividido en ocho partes, contando además con una introducción llamada La investidura. Las secciones que lo componen son:
- Las voces inefables
- Estancias
- Libro de amor
- Estampas románticas
- Divagaciones sentimentales
- Otras estampas románticas
- Baladas, reminiscencias y otros poemas
- Suspiria de Profundis